# 弗恩瓦利鎮區 (愛荷華州帕洛阿爾托縣)
弗恩瓦利鎮區（英語：Fern Valley Township）是位於美國愛荷華州帕洛阿爾托縣的一個行政鎮區。

## 地方資料
根據2010年美國人口普查的數據，弗恩瓦利鎮區的面積為93.82平方千米，當中陸地面積為93.74平方千米，而水域面積為0.08平方千米。當地共有人口199人，而人口密度為每平方千米2.12人。